# O Megalexandros
 Alejandro el Grande película griega dirigida por  Theo Angelopoulos en el año  1980  

## Argumento
La historia de un bandido macedonio famoso en el siglo XIX, que cree ser la reencarnación de Alejandro Magno, es utilizada por el director Theo Angelopoulos para reflexionar sobre el culto a la personalidad durante el siglo XX.
Una película, donde Theo Angelopoulos vuelve hacer uso de los planos secuencia, algunos de hasta 8 minutos. Está claro que el director tuvo que realizar un análisis muy preciso de movimientos de cámara, posición de luces y desplazamiento de actores.

## Premios
En 1980, León de Oro y Premio de la crítica internacional (FIPRESCI), Festival de Cine de Venecia.